# Hipódromo Greyville
El Hipódromo Greyville (en inglés: Greyville Racecourse) es una pista de carreras de pura sangre en Durban, KwaZulu-Natal, Sudáfrica. La pista en forma de pera de 2800 metros consta de varias características de gradiente: se desarrolla cuesta arriba desde la marca de 2400 metros hasta la marca de 1.800 metros, después de lo cual se inclina suavemente hacia abajo durante aproximadamente los próximos 800 metros cuesta arriba y luego otra vez en recta casi plana por 500 metros. El Hipódromo Greyville es sede de la prestigiosa Durban Handicap de julio y en agosto, en la Copa de Oro de Greyville, dos carreras de grupo que atraen cada año a los mejores caballos de todo el país. La historia de las carreras de caballos en KwaZulu Natal se remonta más de 150 años, con la primera reunión celebrada en julio de 1844, cerca de la presente pista. Greyville celebró su centenario en 1996.